# 城墙街道
城墙街道，是中华人民共和国吉林省白山市江源区下辖的一个乡镇级行政单位。

## 行政区划
城墙街道下辖以下地区：
育林社区、城墙社区、森工社区、金枫社区、爱林村、五岔村、七岔村、育林村和新华村。